# Габія
Габія (Habia) — рід горобцеподібних птахів родини кардиналових (Cardinalidae). Містить 5 видів. Представники роду поширені в Центральній та Південній Америці.

## Назва
Родова назва походить від слова Habia, яким мовою гуарані позначають різні види зябликів і танагр.

## Систематика
Традиційно рід відносили до родини саякових (Thraupidae). Філогенетичні дослідження 2003-го (Burns et al.) та 2007 років (Klika et al.) продемонстрували, що види роду Habia ближчі до Cardinalidae, ніж до Thraupidae. Ця зміна в систематиці була схвалена Американським союзом орнітологів у 2008 році.

## Види
- Габія коста-риканська (Habia atrimaxillaris)
- Габія довгочуба (Habia cristata)
- Габія червоногорла (Habia fuscicauda)
- Габія колумбійська (Habia gutturalis)
- Габія кармінова (Habia rubica)